# Scopula brevipennis
Scopula brevipennis là một loài bướm đêm trong họ Geometridae.